# 小行星21782
小行星21782（21782 Davemcdonald）是一颗绕太阳运转的小行星，为主小行星带小行星。该小行星于1999年9月发现。

## 轨道参数
小行星21782的轨道半长轴为351 639 602 km，2.3505321 UA，离心率为0.149。